# Élisabeth de Habsbourg-Lorraine (1831-1903)
 (octobre 2022).
Si vous disposez d'ouvrages ou d'articles de référence ou si vous connaissez des sites web de qualité traitant du thème abordé ici, merci de compléter l'article en donnant les références utiles à sa vérifiabilité et en les liant à la section « Notes et références ».
Pour les articles homonymes, voir Élisabeth d'Autriche.

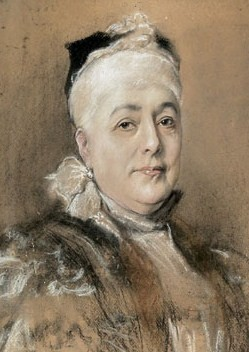
Élisabeth Françoise de Habsbourg-Lorraine-Hongrie.

Élisabeth Françoise Marie de Habsbourg-Lorraine, archiduchesse d'Autriche, princesse de Hongrie et de Bohême, et princesse de Modène par son premier mariage, est née le 17 janvier 1831 à Buda et morte le 14 février 1903 à Vienne. C'est un membre de la famille impériale d'Autriche.

## Famille
Petite-fille de l'empereur Léopold II, l'archiduchesse est la fille de l'archiduc Joseph, palatin de Hongrie et de Marie-Dorothée de Wurtemberg, elle était également la sœur aînée de la reine des Belges Marie-Henriette et la demi-sœur de l'archiduc Étienne qui soutint les revendications des Hongrois pendant la révolution de 1848.
Le 4 octobre 1847, à Vienne, elle épousa Ferdinand de Modène, archiduc d'Autriche (1821-1849). Le couple eut une fille : 
- Marie-Thérèse (1849-1919) qui épousa, en 1868, le duc Louis de Bavière, futur roi Louis III (1845-1921) d'où une nombreuse postérité.

Son mari mourut à Brno cinq mois plus tard du Typhus (21 décembre 1849) la laissant veuve avec un nourrisson.
Veuve à 18 ans, l'archiduchesse Élisabeth conservait son charme et quelques années plus tard plut à son cousin l'empereur François-Joseph Ier qui songea l'épouser.
Traumatisée par la révolution qui avait soulevé les provinces hongroises contre le pouvoir central, outrée par le soutien que leur avait apporté le frère de l'archiduchesse, la mère de l'empereur s'opposa de toutes ses forces à ce mariage et intima à la jeune femme l'ordre de se remarier avec un de ses cousins célibataires qui, dûment chapitré, la demanda en mariage.
Aussi l'archiduchesse épousa-t-elle le 18 avril 1854 - six jours avant le mariage du jeune empereur avec la fameuse Sissi - un cousin de la branche de Teschen, l'archiduc Charles-Ferdinand (1818-1874). Six enfants sont nés de cette union :
- François-Joseph (1855-1855)
- Frédéric, duc de Teschen (1856-1936) épousa Isabelle de Croÿ (dont une des dames d'honneur fut la comtesse Sophie Chotek)
- Marie-Christine (1858-1929) épouse en 1879 Alphonse XII. Régente d'Espagne de 1886 à 1902.
- Charles-Étienne (Karl Stephan), (1860-1933) épouse en 1886 Marie-Thérèse d'Autriche (branche de Toscane)
- Eugène (1863-1954), Grand-Maître de l'Ordre Teutonique
- Éléonore (1864-1864)

Par ce mariage, l'archiduchesse est notamment l'ancêtre de l'actuel roi d'Espagne, du « duc d'Anjou », prétendant légitimiste au trône de France, ainsi que de tous les membres de l'actuelle famille royale d'Espagne ainsi que du prétendant au trône de Bavière.

## Biographie

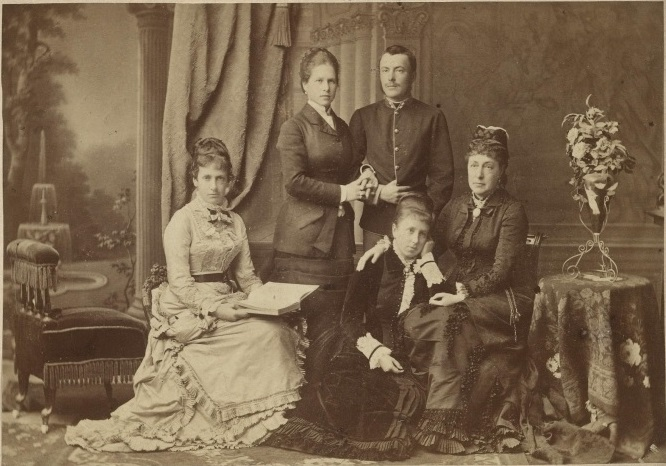
L'archiduchesse Élisabeth de Habsbourg-Lorraine et trois de ses enfants.
De droite à gauche, l'archiduchesse Élisabeth, l'archiduchesse Marie-Thérèse (future reine de Bavière), l'archiduchesse Marie-Christine (reine d'Espagne), à l'arrière, son fils, l'archiduc Charles Étienne et son épouse, née princesse Isabelle de Croÿ-Dülmen

Pendant la révolution hongroise de 1848-1849, son frère Étienne, vice-roi de Hongrie, soutient les rebelles. Il est destitué et exilé par le nouvel empereur François-Joseph Ier.
Ce dernier n'en est pas moins sensible à la beauté de la sœur de l'archiduc déchu. S'étant épris d'elle, il souhaite l'épouser bien qu'elle ait déjà un enfant de son premier mariage. Sa mère Sophie, refusant de voir une « Hongroise », de surcroît veuve et mère de famille, sur le trône impérial si peu de temps après la révolution, détourna son fils de ce projet et poussa l'archiduchesse en 1854 à épouser un sien cousin l'archiduc Charles-Ferdinand, frère cadet du très conservateur archiduc Albert, fervent partisan de l'archiduchesse.
Au cours de la Guerre austro-prussienne de 1866, l'archiduchesse Élisabeth de Habsbourg-Hongrie visita régulièrement les hôpitaux militaires et vint en aide aux soldats blessés.
Parvenue à l'âge mûr, Élisabeth de Habsbourg-Hongrie restait une femme séduisante. On prétend en effet que, découvrant l'archiduchesse Marie-Christine qu'il devait épouser, le roi Alphonse XII aurait déclaré à un proche : « la mère me plaît énormément mais c'est la fille que je dois épouser ». L'archiduchesse Élisabeth avait alors près de 50 ans.
L'archiduchesse Élisabeth de Habsbourg-Hongrie décéda à Vienne le 14 février 1903, à l'âge de 74 ans.